# Tito Tettamanti

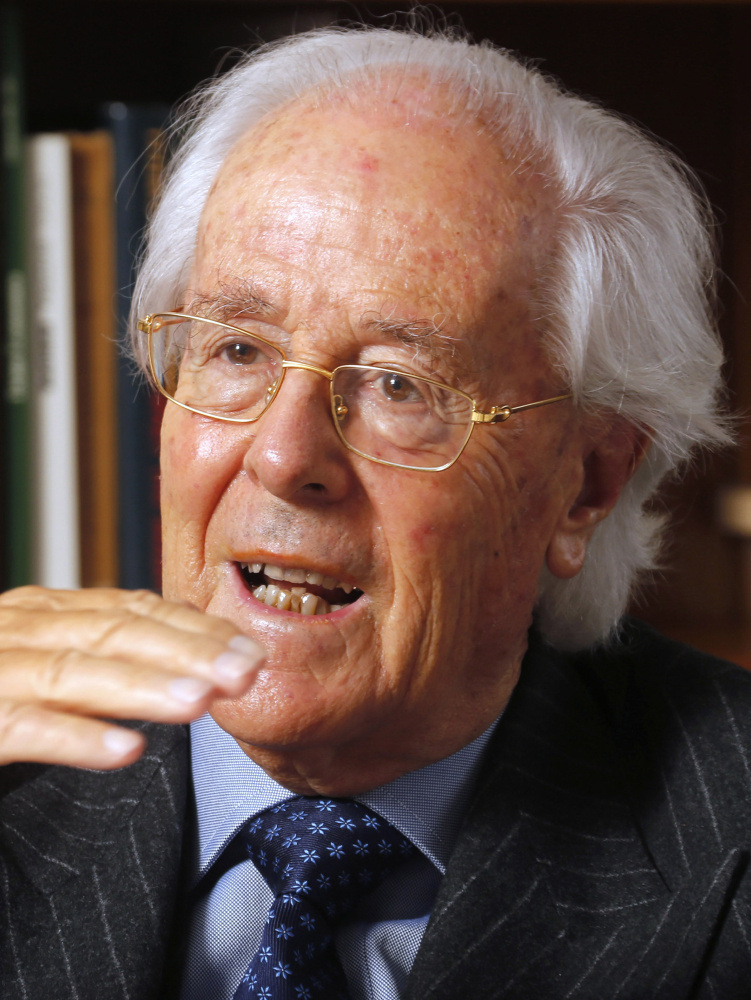
Tito Tettamanti

Tito Tettamanti (Lugano, 6 ottobre 1930) è un avvocato, politico, imprenditore e saggista svizzero.

## Biografia
Figlio di un bancario di Lugano, studiò Giurisprudenza all'Università di Berna, dove si laureò nel 1953 a 23 anni, divenendo avvocato nel 1955.
È stato un attivista del Partito Popolare Democratico, con cui diventò membro del Gran Consiglio del Canton Ticino e poi nel 1959 venne eletto per il Consiglio di Stato, carica che lasciò il 9 luglio 1960.
Durante il suo periodo in Governo, Tettamanti costituisce nel 1959 lo Studio Legale e Notarile Tettamanti-Spiess-Dotta e alla fine del 1960 fonda la Società fiduciaria Fidinam SA, che inizialmente rispondeva all'esigenza dello studio legale e che in seguito è divenuta una delle 10 più importanti società fiduciarie svizzere. Per 25 anni esercita il ruolo di amministratore delegato di Fidinam, mentre attualmente è il Presidente Onorario del gruppo.
Negli anni sessanta e settanta, ha operato come investitore immobiliare, fra l'altro nel Canton Ticino e in Canada, e collaborò con la Banca della Svizzera Italiana, di cui fu importante azionista. Negli anni ottanta trasferì il centro della propria attività di investitore a New York, rimanendo molto attivo sulla piazza finanziaria di Wall Street fino al 1987.
In seguito è rientrato in Svizzera, specializzandosi nella scalata e gestione di grosse aziende elvetiche come Sulzer, Saurer (tra il 1988 e il 1992 assume la carica di Presidente della Saurer Group Holding AG e della Saurer Group Investment Ltd, mentre dal giugno del 1994 ne diviene membro del consiglio di amministrazione e fino al 2000 Presidente Onorario), Rieter, Ascom Holding, SIG e nella primavera 2010 il giornale di Basilea Basler Zeitung, il principale quotidiano della svizzera nord occidentale, di cui ebbe il controllo, con una breve interruzione, sino al 2014.
Da marzo 2002 a fine 2006 è il maggiore azionista della casa editrice Svizzera Jean Frey AG, che vende successivamente alla Axel-Springer-Verlag.
Tettamanti è stato Presidente del consiglio di amministrazione di Sterling Strategic Value Limited fino al 2012 e a partire da tale anno ha ricoperto la carica di Presidente Onorario. Nel gennaio 2017 Sterling Strategic Value Limited è stata trasformata in un fondo di investimento alternativo di diritto lussemburghese ed è stata rinominata Sterling Strategic Value Fund S.A.. Tettamanti continua a ricoprire il ruolo di Presidente Onorario. È stato, inoltre, Presidente del consiglio di amministrazione di svariate società, tra cui ST Group Holding Inc., ST Real Estate Holding Inc. e ST Services Holding Inc. e riveste tutt'oggi la carica di Presidente Onorario di ST Real Estate Holding Inc., ST Australia Real Estate Inc. e ST USA Real Estate Inc.
Dal 13 dicembre 2002 fino al 15 maggio 2006 è stato membro e Presidente del consiglio di amministrazione della Interpacific International Limited, società di consulenza farmaceutica.
Tettamanti è stato inoltre fondatore dell'Associazione Società Civile della Svizzera, di cui è stato Presidente sino al 2013. Fin dalla fondazione è stato membro anche del Board of Trustees dell'Istituto Bruno Leoni di Torino e del Board of Trustees di Avenir Suisse. Tettamanti ha anche ricoperto la carica di "governor" e Vice Presidente dell'European Policy Forum a Londra. Sin dal 2008 Tettamanti è Presidente della Fondazione Fidinam, un ente senza scopo di lucro che si propone di sostenere progetti nel campo dell'educazione, della ricerca, della sanità, dello sviluppo socioeconomico e della lotta contro il bisogno in Ticino e in altri cantoni della Svizzera. Dal 2009 Tettamanti, inoltre, presiede la Fidinam International Charity Foundation.
Dal 2010 Tettamanti, dopo alcuni anni trascorsi a Londra, vive a Lugano. Partecipa spesso a conferenze, dibattiti pubblici, televisivi e radiofonici. Appassionato e approfondito studioso degli equilibri politici culturali ed economici internazionali, scrive con regolarità come opinionista su Corriere del Ticino e Die Zeit, trattando spesso e volentieri argomenti economico-sociali.
Nel 2018 il suo patrimonio stimato è di CHF 950 milioni.
Nell'ottobre 2021, il suo nome è stato menzionato nei Pandora Papers.

## Pubblicazioni
Tettamanti è autore del libro Quale Europa?, pubblicato in italiano (Lugano: Giampiero Casagrande Editore, 1993, ISBN 88-7795-082-X), tedesco (ISBN 3-250-10229-6) e francese (ISBN 2-84100-021-4). Insieme con Alfredo Bernasconi ha scritto inoltre il Manifesto per una società liberale, pubblicato in tedesco da Ammann Verlag, Zurigo nel 1996 (ISBN 3-250-10296-2) e in italiano da Sperling & Kupfer, Milano nel 1995 (ISBN 88-200-2103-X). Nel 2002 pubblica ancora I sette peccati del Capitale, Sperling & Kupfer, Milano (ISBN 88-200-3484-0), che nella versione tedesca è titolato "Die sieben Sünden des Kapitals³, Bilanz, Zurigo 2003 (ISBN 3-909167-94-2). I suoi commenti pubblicati sul Corriere del Ticino dal 2004 al 2015 sono stati raccolti nel volume Uno Svizzero libero, Edizioni San Giorgio, Muzzano, 2015 (pubblicazione fuori commercio). Nel 2017 scrive con Alfonso Tuor il libro T contro T - Te lo do io il liberismo, Edizioni San Giorgio, Muzzano (ISBN 978-88-905070-1-4) e nel 2018 pubblica il libro Flash, Armando Dado' Editore, Locarno (ISBN 978-88-8281-506-6). Nel 2019 è stato pubblicato il libro T contro T - Disuguaglianza, disagio, democrazia, Edizioni San Giorgio, Muzzano (ISBN 978-88-90507-03-8), scritto insieme ad Alfonso Tuor, mentre nel 2020 i suoi commenti pubblicati sul Corriere del Ticino dal 2015 al 2020 sono stati raccolti nel volume Uno Svizzero (sempre) libero, Edizioni San Giorgio, Muzzano, 2020 (pubblicazione fuori commercio). Il suo ultimo libro dal titolo T contro T – Un mondo in crisi – rivolte o rivoluzione?, Edizioni San Giorgio, Muzzano (ISBN 978-88-90507-08-3), scritto insieme ad Alfonso Tuor è stato pubblicato nel 2021.